# Droga wojewódzka 542
Die Droga wojewódzka 542 (DW 542) ist eine 44 Kilometer lange Droga wojewódzka (Woiwodschaftsstraße) in der polnischen Woiwodschaft Ermland-Masuren, die Działdowo mit Rychnowo verbindet. Die Strecke liegt im Powiat Działdowski und im Powiat Ostródzki.

## Streckenverlauf
Woiwodschaft Ermland-Masuren, Powiat Działdowski
-  Działdowo (Soldau) (DW 544, DW 545)
- Burkat (Borchersdorf)
- Filice (Fylitz)
-  Uzdowo (Usdau) (DW 538)

Woiwodschaft Ermland-Masuren, Powiat Ostródzki
- Brzeźno Mazurskie (Bergling)
- Kalbornia (Kahlborn)
- Dąbrówno (Gilgenburg)
- Jabłonowo (Jablonowo/Dreililien)
- Samin (Seemen)
-  Frygnowo (Frögenau) (DW 537)
- Grabiczki (Grabitzken/Geierseck)
- Gierzwałd (Geierswalde)
- Wróble (Wrobbeln/Geiershof)
-  Rychnowo (Reichenau) (S 7, E 77)